# Salvatore Contino
Salvatore Contino, noto anche con lo pseudonimo di Tinosa (Palermo, 25 agosto 1922 – Termini Imerese, 11 settembre 2008), è stato un pittore italiano.

## Biografia
Salvatore Contino è unanimemente considerato, a buon diritto, il principale esponente del Surrealismo in Sicilia (è stato definito da Alberto Seoane "Il Salvador Dalì italiano"). Risiedeva e operava a Termini Imerese in provincia di Palermo. Nacque a Palermo in Via Monteleone, durante il periodo in cui il padre, Mastro Pietro Contino (nativo di Comitini in provincia di Agrigento), scultore del ferro, fabbro, meccanico e idraulico, lavorava e risiedeva nel Capoluogo. Dal padre, Salvatore apprese i primi rudimenti del disegno e della decorazione, soprattutto dell'ornato che si utilizzava frequentemente nel campo dell'arte della modellatura arabescata e che trovava specifica applicazione nei progetti di realizzazione delle cancellate in ferro, molto in voga a quel tempo e, particolarmente richieste, soprattutto dall'agiata borghesia siciliana. Il padre, infatti, era solito progettare alla scala 1:1, su grandi fogli di carta per imballaggio, le sue creazioni, nelle quali mutuava sapientemente la tradizione siciliana della lavorazione artistica del ferro, con le nuove tendenze del liberty e dell'art deco.
Salvatore mostrò sin da fanciullo una particolare predilezione per l'arte, anche se fu il profondo senso di ammirazione nel vedere all'opera il fratello maggiore, Giuseppe, abilissimo disegnatore, specialmente di scene equestri, che fece nascere in lui il desiderio di dedicare la sua vita all'Arte e, soprattutto, alla pittura.
Dal 1932 al 1933, Salvatore, su interessamento dello zio Mastro Calogero Contino, andò a bottega dal noto pittore di carretti siciliani, Salvatore Fricano da Bagheria, che aveva il suo ben avviato atelier a Termini Bassa nel quartiere fuori Porta Euracea. Il Fricano, intuì subito le enormi potenzialità di Salvatore, tanto che lo invogliò a dedicarsi alle parti più impegnative della decorazione e alla raffigurazione di scene tratte dal ciclo cavalleresco o da eventi storici risorgimentali. Dopo qualche anno, avendo completato il suo proficuo apprendistato presso il Fricano, Salvatore collaborò fattivamente con i pittori adornisti e decoratori termitani i maestri Ignazio Benvenuto e Vincenzo Cannata, cimentandosi soprattutto nell'arte della decorazione di volte, particolarmente apprezzata dalla locale borghesia, ma anche nella realizzazione di vedute di Termini Imerese e delle amene contrade che la circondano.
Desideroso di ampliare i propri orizzonti culturali fece domanda come volontario nella Regia Aeronautica, poco tempo prima dello scoppio del secondo conflitto mondiale. Durante la seconda guerra mondiale, prestò quindi servizio nell'Aeronautica, negli aeroporti militari di Vibo Valentia, Caselle Torinese, Chateau Blanc (Avignone), Campoformido (Udine) con il grado di aviere scelto armiere. In quel periodo, ritrasse fedelmente aeroporti, aerei, piloti e scene di volo acrobatico, in una sequenza quasi documentaria ormai sparsa per tutta l'Italia. Numerose furono pure le committenze da parte di colleghi o di superiori, sia per ritratti, sia per temi religiosi (soprattutto raffiguranti la Madonna di Loreto, patrona degli aviatori). Durante la dura prigionia in Germania, dapprima in un campo di lavoro, tra l'altro, ebbe la possibilità di collaborare alla scenografia di un piccolo teatro dove, nostalgicamente, ritrasse una veduta di Termini Imerese, con i caratteristici colori del paesaggio solare di Sicilia, che lo accompagneranno nella sua produzione in qualità di raffinato paesaggista. Dopo la guerra, tornato in Sicilia, lavorò proficuamente nella cattedrale di Messina, con l'impresa Bonanno, dedicandosi alla decorazione a cassettoni delle volte, tuttora visibili. In tale contesto, avendo fatto amicizia con alcuni valenti mosaicisti, acquistò padronanza della tecnica del mosaico. Successivamente operò a Roma con valenti pittori-decoratori e pittori d'arte (tra cui il Maestro Pucciarelli, che aveva il suo atelier nella Piazzetta S. Salvatore in Lauro), e con valenti scenografi di Cinecittà (team diretto da Piero Filippone, 1911-1998).
Dal 1947 al 1951, dimorò ininterrottamente in Francia e in particolare ad Avignone, Lione, Chambéry, Parigi e soprattutto a Marsiglia, partecipando a collettive, corsi di perfezionamento (fra cui i corsi, estremamente selettivi, della prestigiosa Ecole Libre du Nu, Scuola Libera del Nudo) e allestendo personali. In quegli anni fu partecipe del grande clima culturale francese, rimanendo affascinato soprattutto dalle opere dei grandi maestri del surrealismo, movimento al quale successivamente aderì con una sua personalissima visione. In tale periodo ebbe modo di affinare le sue conoscenze nel campo della storia dell'arte frequentando diversi musei e gallerie specializzate. Egli poté ammirare le opere del grande maestro Pablo Picasso durante una sua personale a Marsiglia, quelle surreali di Max Ernst e di Leonor Fini e quelle impressioniste di Paul Cezanne in una mostra postuma tenutasi a Parigi. Ad Avignone collaborò proficuamente con Victor Crumière (1895-1950), allievo di Charles Vionnet e di Jules Flour, valente decoratore, architetto d'interni (si ispirava all'« art déco »), pittore paesaggista e floreale. Sono di quel periodo alcune vedute della campagna francese e della riviera del sud-est della Francia, nelle quali dominano i contrasti tra luce e ombra, che si conservano in collezioni private.
Ritornato in Sicilia, operò a Palermo e a Termini Imerese, ma anche a Cefalù e in altre località delle Madonie, soprattutto a Polizzi Generosa. Nel 1951 sposò Giuseppina Antonia Schimmenti (1926-1995) a Polizzi Generosa dove risiedette stabilmente per un anno. Alla città della moglie, egli rimase sempre particolarmente legato, grazie anche ad una lunga frequentazione, per oltre un quarantennio, ritraendo sulla tela diversi angoli pittoreschi ed edifici monumentali, non ultimi gli imponenti ruderi della Commenda del Sovrano Militare Ordine di Malta, il Monumento ai Caduti, la Torretonda, la torre presso la chiesa di S. Pancrazio, la Chiesa Madre ecc. Numerosi esponenti della borghesia e dell'aristocrazia locale gli commissionarono dipinti, soprattutto ritratti e vedute delle Madonie che si conservano presso privati.
A Termini Imerese realizzò la grande pala d'altare per la chiesa del Carmelo raffigurante il Battesimo di Cristo. In questa opera, pur affrontando una tematica che ha avuto esempi notevolissimi nella storia dell'arte italiana, è riuscito a dare vita ad una versione originale con alcuni interessanti virtuosismi esecutivi.
Nel 1960, in occasione del centenario dell'Unità d'Italia realizzò il grande dipinto celebrativo che raffigura il generale Giuseppe La Masa che intima alle truppe borboniche di abbandonare la città di Termini Imerese, perifrasi del definitivo allontanamento dall'isola (il dipinto è esposto nella Sala Convegni della CGIL di Termini Imerese). Ha avuto così inizio il fertile filone di dipinti che raffigurano ricostruzioni di eventi e di ambientazioni storiche, soprattutto di Termini Imerese, ma anche di Palermo e Cefalù, oggi sparsi in diverse collezioni private. In questo contesto si inserisce la personale Termini Antica, tenutasi nell'aprile 1969 presso la galleria del Circolo Universitario di Termini Imerese (C.U.T. I.), che riscosse lusinghieri apprezzamenti da parte del pubblico e della critica. Lo stesso anno fece due esposizioni a Cefalù (Kursaal Astro e L'Eucaliptus) ricche soprattutto di belle vedute del Palermitano e di ricostruzioni storiche. Nel 1969, strinse amicizia con il pittore e decoratore Emilio Murdolo di Bagheria, uno dei continuatori della tradizione dell'arte della pittura e decorazione dei carretti siciliani, nonché valente paesaggista. Nel 1973, conobbe l'allievo di Murdolo, il celebre pittore bagherese Renato Guttuso (1911-1987).
Il desiderio di cimentarsi in campi nuovi e la voglia di sperimentare ulteriori percorsi artistici, lo spinsero nel 1968-69 a dedicarsi con successo anche all'arte della ceramica collaborando all'attività della bottega del ceramista di S. Stefano di Camastra, Pietro Fratantoni sita in Palermo e successivamente di Sebastiano Prinzi (Ceramiche La Musa), nella medesima città. È di questo periodo la nutrita serie di bassorilievi in ceramica, oggetti di arredo, vasellame invetriato e altro. Nel 1974-75 si cimentò con ottimi risultati anche nell'arte del mosaico, sotto la sapiente guida del prof. Benedetto Messina da Monreale (1919-2009).
Dagli anni settanta iniziò ad utilizzare abitualmente lo pseudonimo Tinosa  (contrazione di TinoSalvatore) affiancando alla tradizionale pittura di ascendenza classica una sua personale visione del Surrealismo, fondata sulla ricorrente presenza di quelle che lui stesso aveva designato con il nome di "strutture avveniristiche", e che costituiscono un vero e proprio topos figurativo di questo eclettico e geniale artista. Le onnipresenti "strutture avveniristiche", della pittura surreale di Tinosa, erano basate sulla futura capacità dell'umanità di edificare imponenti strutture, dall'aspetto quasi metallico, svettanti verso il cielo, a testimonianza dell'anelito verso un'elevazione non solo tecnologico-scientifica, ma soprattutto spirituale della specie umana. Tinosa prefigura, infatti, nelle sue tele un'umanità futura dotata della capacità di sfruttare i campi gravitazionali naturali, quali quello terrestre, come fonte energetica e di porre così fine ad una società sprecona, fondata sullo sfruttamento cieco e abnorme delle risorse, a discapito degli ecosistemi. Egli, infatti, auspicava la nascita di una società futura capace di svincolarsi dalle logiche consumistiche, al fine di creare un nuovo rapporto natura-uomo e uomo-uomo, scevro da interessi economici e da false utopie.
Nel 1973, strinse amicizia con il poeta ericino Giacomo Tranchida (1911-1983) che divenne uno dei suoi estimatori e lo invitò ad esporre nella collettiva "La Salerniana" di Erice (Trapani). In tale esposizione le sue opere vennero particolarmente apprezzate dal pubblico e dalla critica locale. Nel 1974, Tinosa espose a Parigi alla collettiva del Salon d'Art Libre, ricevendo per la sua opera, dal titolo "Structures sensitives", l'ambito diploma d'onore nonché lusingheri ed entusiastici apprezzamenti dal ben noto pittore e critico d'arte Paul Baggio.
Sin dal 1948, questo artista partecipò a diverse mostre collettive e allestì numerose mostre personali di pittura in Francia e in Italia. Sue opere fanno parte di collezioni private e pubbliche e dell'arredo di edifici ecclesiastici in Italia, Francia, Germania, Belgio, Inghilterra, Stati Uniti d'America, Australia, Canada.
Negli ultimi anni, si rafforzò il sodalizio artistico con il figlio Antonio, con due esposizioni congiunte che hanno ricevuto il plauso del pubblico e della critica, una a Cefalù (Sala Comunale Ottagono Santa Caterina), l'altra a Termini Imerese (Sede Associazione Turistica Pro-Loco). Salvatore Contino è stato presidente dell'Accademia mediterranea euracea di scienze, lettere e arti con sede a Termini Imerese (2006-2008), consesso del quale è stato uno degli infaticabili promotori e fondatori.

## Mostre (parziale)
- 1948 - Collettiva, Galleria dell'Hotel Royal, Avignone.
- 1948 - Personale, Galleria dell'Hotel Royal, Avignone.
- 1949 - Collettiva, Galleria de La Mairie (Palazzo municipale) -Pas des Lanciers (Marsiglia).
- 1949 - Personale, Galleria de La Mairie (Palazzo municipale) - Pas des Lanciers (Marsiglia).
- 22 maggio - 2 giugno 1960 - Personale, Galleria del Circolo Margherita, Termini Imerese.
- 19 agosto-2 settembre 1962 - Collettiva - Mostra d'Arte B. Agostino Novelli, Termini Imerese.
- 22 agosto - 1º settembre 1963 - Collettiva - Mostra Regionale di Pittura estemporanea Beato Agostino Novelli, premio Città di Termini, Termini Imerese.
- 26 agosto - 6 settembre 1964 - Collettiva - 3ª Mostra Regionale di Pittura estemporanea Beato Agostino Novelli, premio Città di Termini, Termini Imerese.
- 25 agosto - 5 settembre 1965 - Collettiva - 4ª Mostra Regionale di Pittura estemporanea Beato Agostino Novelli, premio Città di Termini, Termini Imerese.
- aprile 1969 - Personale, Galleria del Circolo Universitario di Termini Imerese, C.U.T.I., Termini Imerese.
- giugno 1969 - Personale, Galleria del Kursaal Astro, Cefalù.
- luglio 1969 - Personale, Galleria dell'Eucaliptus, Cefalù.
- luglio 1971 - Personale, Sezione P. S. I. , Polizzi Generosa.
- 25 agosto -5 settembre 1971 - Collettiva - X Concorso Nazionale di Pittura Contemporanea, premio Città di Termini, Termini Imerese.
- 30 novembre-30 dicembre 1971 - Collettiva - Mostra di pittura e scultura - ente del turismo, Castello Visconteo, Pavia.
- agosto 1973 - Collettiva, 4a Salerniana Agosto Artistico Ericino, II Triennio- Erice
- 1º dicembre-16 dicembre 1973 - Personale - Galleria C. A. C. E., Termini Imerese.
- 29 settembre-7 ottobre 1973 - Collettiva - XII Concorso Nazionale di Pittura Contemporanea, premio Città di Termini, Termini Imerese.
- 3 maggio-2 giugno 1974 - Personale - Galleria La Carrubella, Monreale.
- 2 giugno-9 giugno 1974 - Collettiva - Prima Rassegna dell'Artigianato, Termini Imerese.
- 1974 - Collettiva, «Palais des Beaux Arts, Salon International, L'Art Libre», Parigi.
- 5 aprile-15 aprile 1975 - Personale, Galleria C. A. C. E., Termini Imerese.
- 17 maggio - 1º giugno 1975 - 1a Triennale d'Arte Sacra, Monreale
- 20 settembre-30 settembre 1975 - Personale - Galleria Dante, Palermo.
- 10 novembre-10 dicembre 1975 - Personale - Atelier d'Arte, Termini Imerese.
- 1976 - Collettiva, 2a Rassegna Nazionale di Pittura Trofeo A' Ficarazza 1976, Messina.
- 17 ottobre-30 ottobre 1976 - Personale - Galleria A' Ficarazza, Messina.
- 3 maggio-18 maggio 1980 - Collettiva - XIX Concorso Nazionale di Pittura Contemporanea, premio Città di Termini, Termini Imerese.
- 6 settembre-12 settembre 1981 - Collettiva - XX Concorso Nazionale di Pittura Contemporanea, premio Città di Termini, Termini Imerese.
- luglio 1983 - Personale - Galleria Elba, Palermo.
- 29 agosto - 13 settembre 1981 - Collettiva - Concorso Nazionale di Pittura Contemporanea, premio Città di Termini, Termini Imerese.
- novembre-dicembre 1985 - Personale, Galleria della Coldiretti, Termini Imerese.
- 18 maggio - 26 maggio 1991 - Collettiva - Folklore e tradizioni della nostra terra, Termini Imerese.
- 19 settembre - 20 settembre 1992 - Collettiva - Folklore e tradizioni della nostra terra, Termini Imerese.
- 9 luglio-11 luglio 2000 - Collettiva - Arte, cultura creatività - Terrazze del Castello– Termini Imerese.
- 2 settembre-3 settembre 2000 - Collettiva - Via Roma in festa, Termini Imerese.
- 22 luglio-29 luglio 2001 - Personale - Via Belvedere, Termini Imerese.
- 21 ottobre-26 ottobre 2006 - Personale (assieme ad Antonio Contino) - Sala Comunale Ottagono S. Caterina, Cefalù.
- 24 dicembre-31 dicembre 2006 - Personale (assieme ad Antonio Contino) - Associazione turistica pro-loco, Termini Imerese.

## Riconoscimenti
- 4 settembre 1964 -  Sagra delle Nocciole Premio Unico Pro-Loco e Comune di Polizzi Generosa . Il dipinto premiato è stato acquisito dalla pinacoteca comunale.
- 22 agosto - 1º settembre 1963 -  Collettiva - Mostra Regionale di Pittura estemporanea Beato Agostino Novelli, premio Città di Termini, Termini Imerese. Medaglia d'argento.
- 25 agosto - 5 settembre 1965 -  Collettiva - 4ª Mostra Regionale di Pittura estemporanea Beato Agostino Novelli, premio Città di Termini, Termini Imerese. Medaglia Ottica Ferrara (Termini Imerese).
- 25 agosto - 5 settembre 1971 -  Collettiva - X Concorso Nazionale di Pittura Contemporanea, premio Città di Termini, Termini Imerese. Premio acquisto.
- 29 settembre -7 ottobre 1973 -  Collettiva - XII Concorso Nazionale di Pittura Contemporanea, premio Città di Termini, Termini Imerese. Medaglia Assessorato Regionale al Turismo.
- 1974 -  Collettiva, Palais des Beux Arts, Salon International, L'Art Libre, Parigi. Diploma d'onore.
- 1976 -  Collettiva, 2a Rassegna Nazionale di Pittura "Trofeo A' Ficarazza 1976", Messina.
- 3 maggio-18 maggio 1980 -  Collettiva - XIX Concorso Nazionale di Pittura Contemporanea, premio Città di Termini, Termini Imerese. Targa Gioielleria Cuti (Palermo).
- 14 ottobre 2005 -  Associazione "Nuova Azzurra" di Termini Imerese - Nomina a Socio Onorario per il contributo artistico verso l'associazione. Targa Associazione "Nuova Azzurra", Termini Imerese (Palermo).
- 27 gennaio 2010 -  Presidenza della Repubblica Italiana - Medaglia d'Onore.